# Кронштадтське повстання

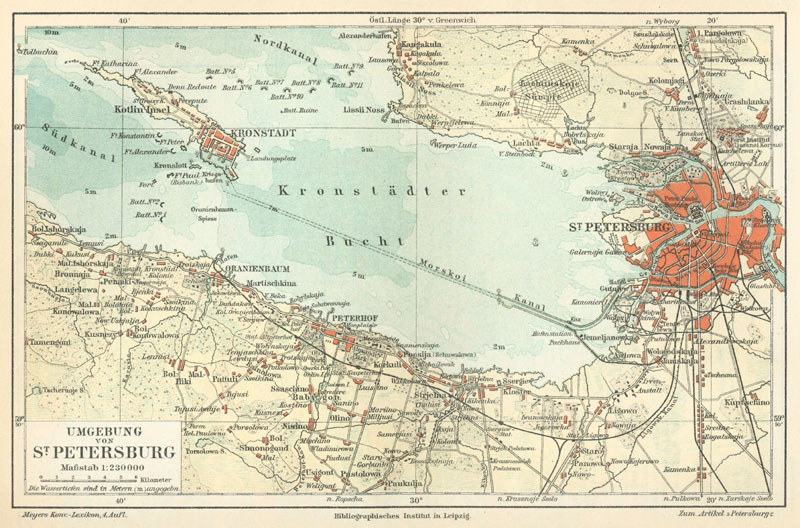
Дислокація

Кронштадтське повстання (в радянській історіографії відоме також як «Кронштадтський заколот») — збройний виступ гарнізону міста Кронштадт і екіпажів деяких кораблів Балтійського флоту проти більшовиків у березні 1921 року. Причиною повстання стало невдоволення громадян диктатурою більшовиків та політикою воєнного комунізму. Повстання в Кронштадті вітали російські емігранти, що були готові підтримали антибільшовитське повстання матросів.
Будучи незадоволеними політикою більшовиків, повстанці вимагали низку реформ: зменшення влади більшовиків, впровадження лібертарно-соціалічних груп, економічна свобода для селян та працівників, розпуск бюрократичних органів влади, створених під час громадянської війни та відновлення громадянських прав для робітничого класу. Троцький підписав указ про придушення повстання, який окреслив ряд оперативних заходів, включаючи попередження морякам припинити повстання напередодні штурму Червоної Армії, однак він сам не брав участь у військових операціях чи репресіях, організованих Феліксом Дзержинським. Попри популярність вимог реформ повстанців, вони не отримали ані підтримки населення країни ані допомоги під російської еміграції. 
Попри ворожі настрої, повстанці притримувались пасивних дій, чекаючи під уряду на кроки до переговорів. З іншого боку, більшовики дотримувались безкомпромісної позиції та 5-го березня оголосили ультиматум вимагаючи беззастережної капітуляції, вбачаючи у повсталих матросів "агентів Антанти та противників революції". 7 березня, після ультиматуму РРФСР про "негайну капітуляцію", частини Червоної армії пішли на штурм острова, який завершився невдачею червоноармійців. Угрупуванням було посилено новими частинами. При другому штурмі, більшовикам, попри великі втрати, вдалося взяти фортецю, після чого у місті почались масові репресії, застреливши та стративши кілька тисяч повстанців. 
Жорстоке придушення повстання спричинило чимало суперечок та викликало розчаруванням серед прихильників більшовицького режиму, таких як Емма Ґольдман. Після придушення повстання, їхні вимоги все ж були виконанні — на заміну воєнного комунізму була проваджена нова економічна політика. Вісьмом тисяч повстанців вдалось втікти до Фінляндії. В 1994 році, президент Росії Борис Єльцин реабілітував учасників повстання.

## Передумови повстання
24 лютого 1921 року в Петрограді почалися страйки й мітинги робітників з політичними та економічними вимогами. Петроградський комітет РКП (б) розцінив заворушення на заводах і фабриках міста як заколот і ввів у місті воєнний стан, заарештувавши робочих активістів. Ці події послужили поштовхом до повстання гарнізону Кронштадта.

## Повстання

### Початок повстання
28 лютого 1921 року відбулися збори команд лінкорів «Севастополь» і «Петропавловськ», на яких була прийнята резолюція з вимогами провести перевибори рад, скасувати комісарів, надати свободу діяльності соціалістичним партіям, дозволити вільну торгівлю.
1 березня 1921 на якірній площі Кронштадта відбувся 15-тисячний мітинг під гаслами «Влада Радам, а не партіям!» На мітинг прибув голова ВЦВК М. І. Калінін, він спробував заспокоїти присутніх, але матроси зірвали його виступ. Після цього він безперешкодно залишив фортецю, проте потім комісар флоту М. М. Кузьмін та голова Кронштадтської ради П. Д. Васильєв були схоплені і кинуті у в'язницю, розпочався відкритий заколот.
Моряки й червоноармійці винесли резолюцію про підтримку робітників Петрограда і зажадали звільнення з ув'язнення всіх представників соціалістичних партій, проведення перевиборів рад і, як випливає з гасла, виключення з них усіх комуністів, надання свободи слова, зборів і спілок всім партіям, забезпечення свободи торгівлі, дозволу кустарного виробництва власною працею, дозволу селянам вільно користуватися своєю землею і розпоряджатися продуктами свого господарства, тобто ліквідації продовольчої диктатури.

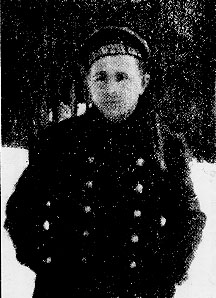
Степан Петриченко

1 березня у фортеці був створений «Тимчасовий революційний комітет» (ВРК) на чолі з есером, матросом С. М. Петриченком, до комітету також увійшли його заступник Яковенко, машинний старшина Архипов, майстер електромеханічного заводу Тукін і завідувач третьої трудової школи І. Є. Орєшин.
Використовуючи потужні радіостанції військових кораблів, ВРК негайно передав в ефір резолюцію мітингу і прохання про допомогу.
Відомості про події в Кронштадті викликали серйозну стурбованість керівництва країни.
1 березня 1921 було опубліковано відозву Московського ради робітничих і червоноармійських депутатів «До всіх робітників міста Москви і губернії, до всіх селян і червоноармійців, усіх чесних громадян», у якому роз'яснювалися причини тимчасових господарських труднощів. Документ закінчувався закликом: «Геть провокаторів Антанти! Не страйки, не демонстрації, а дружна робота на фабриках, майстернях і залізницях виведе нас із злиднів, врятує нас від голоду і холоду!».

### Події 2-6 березня
Кронштадтці домагалися відкритих і гласних переговорів з владою, однак позиція влади від самого початку подій була однозначною: ніяких переговорів або компромісів, заколотники повинні скласти зброю без будь-яких умов. Парламентарів, які направлялись повстанцями, арештовували — так, делегація кронштадтців, яка прибула до Петрограда для роз'яснення вимог матросів, солдатів і робітників фортеці, була заарештована. Послідували репресії стосовно родичів керівників повстання. Їх брали як заручників. Серед перших була заарештована сім'я колишнього генерала Козловського. Разом з ними було заарештовано і заслано в Архангельську губернію всіх їх родичів, в тому числі й далеких. Брали заручників і після того, як Кронштадт здався.
2 березня Петроград і Петроградська губернія були оголошені в стані облоги.
3 березня 1921 у фортеці був утворений «штаб оборони», який очолив колишній капітан Е. Н. Солов'янінов, до складу штабу ввійшли військові фахівці: командувач артилерією фортеці, колишній генерал А. Р. Козловський, контр-адмірал С. Н. Дмитрієв, офіцер генерального штабу царської армії Б. А. Арканніков.
4 березня Комітет оборони Петрограда пред'явив Кронштадту ультиматум. Повсталі повинні були або прийняти його, або відхилити й битися. У той же день у фортеці відбулося засідання делегатських зборів, на якому були присутні 202 особи. Було вирішено захищатися. За пропозицією Петриченка склад ВРК був збільшений з 5 до 15 осіб.
Гарнізон фортеці Кронштадт налічував 26 тисяч військовослужбовців, проте слід зазначити, що в повстанні брав участь не весь особовий склад — зокрема 450 осіб, які відмовились примкнути до повстання, були арештовані і замкнені в трюмі лінкора «Петропавловськ»; зі зброєю в руках на берег у повному складі зійшла партійна школа і частина матросів-комуністів, були й перебіжчики (всього до початку штурму фортецю покинули понад 400 чоловік).

### Штурм 7—18 березня

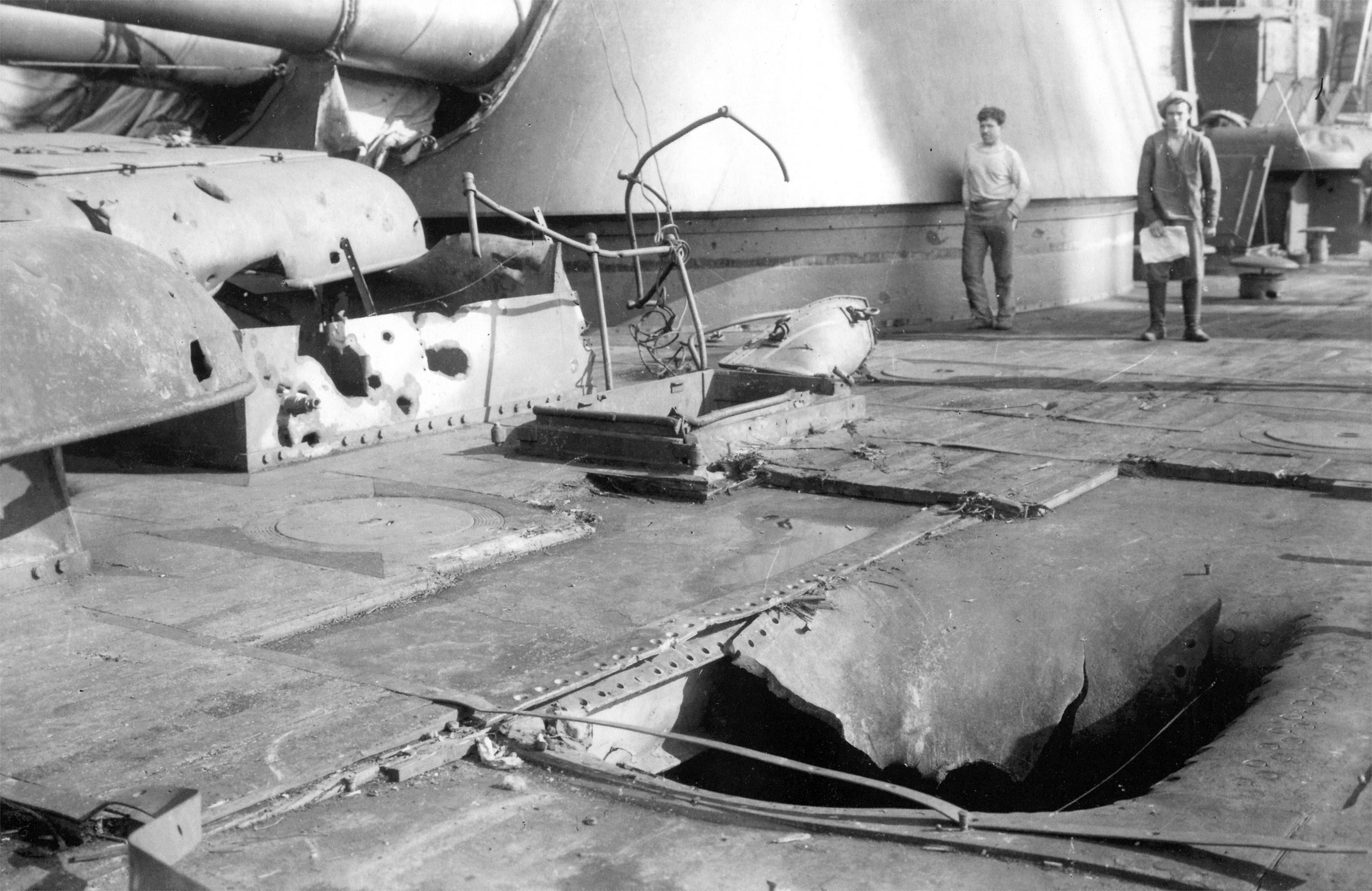
Руйнування на лінкорі «Петропавловськ» внаслідок обстрілу та бомбардування

5 березня 1921 року наказом Реввійськради № 28 була відновлена 7-а армія під командуванням М. М. Тухачевського, якому наказувалося підготувати оперативний план штурму і «в найкоротший термін придушити повстання в Кронштадті». Штурм фортеці був призначений на 8 березня. Саме цього дня після декількох переносів повинен був відкритися Х з'їзд РКП (б) — це був не простий збіг, а продуманий, зроблений з певним політичним розрахунком крок. Стислі терміни підготовки операції диктувалися й тим, що очікуваний льодохід Фінської затоки міг суттєво ускладнити взяття фортеці.
7 березня сили 7-ї армії налічували 17,6 тис. червоноармійців: у Північній групі — 3683 бійці, у Південній групі — 9853, у резерві — 4000. Основною ударною силою була зведена дивізія під командуванням П. Ю. Дибенка, до складу якої увійшли 32-а, 167-а і 187-а бригади РККА. Одночасно почалося висунення до Кронштадту 27-й Омської стрілецької дивізії.
О 18:00 7 березня розпочався артобстріл Кронштадта. На світанку 8 березня в день відкриття Х з'їзду РКП (б) солдати Червоної армії пішли на штурм Кронштадта. Але штурм був відбитий, і війська з втратами відступили на вихідні рубежі.
Як відзначав К. Є. Ворошилов, після невдалого штурму «політико-моральний стан окремих частин викликав тривогу», два полки 27-ї Омської стрілецької дивізії (235-й Мінський і 237-й Невельський) відмовилися брати участь у штурмі й були роззброєні.
Станом на 12 березня 1921 року сили заколотників налічували 18 тис. солдатів і матросів, 100 гармат берегової оборони (з урахуванням корабельних гармат лінкорів «Севастополь» і «Петропавловськ» — 140 одиниць), понад 100 кулеметів з великою кількістю боєприпасів. Лінкори «Севастополь» і «Петропавловськ» протягом двох тижнів штурму вели артилерійську дуель з фортом «Червона гірка». Вони також обстрілювали сили Червоної армії в містах Оранієнбаум і Сестрорецьк, а також розташовані на північному березі Фінської затоки залізничні станції. Лінкором «Севастополь» за час повстання було здійснено 1250 залпів, у тому числі 375 — 305-мм снарядами головного калібру і 875 — 120-мм снарядами.
При підготовці до другого штурму чисельність групи військ була доведена до 24 тис. багнетів, 159 гармат, 433 кулеметів, підрозділи були реорганізовані у два оперативні з'єднання:
- Північна група (командувач Є. С. Казанський, комісар Є. І. Вегер) — наступала на Кронштадт з півночі по льоду затоки, з ділянки узбережжя від Сестрорецька до мису Лисий Ніс.
- Південна група (командувач О. Г. Седякін, комісар К. Є. Ворошилов) — наступала з півдня, з району Оранієнбаума.

У діючі частини для посилення направили близько 300 делегатів X з'їзду партії, 1114 комуністів і три полки курсантів декількох військових училищ. Була проведена розвідка, підготовлені білі маскхалати, дошки та гратчасті містки для подолання ненадійних ділянок по крижаній поверхні.

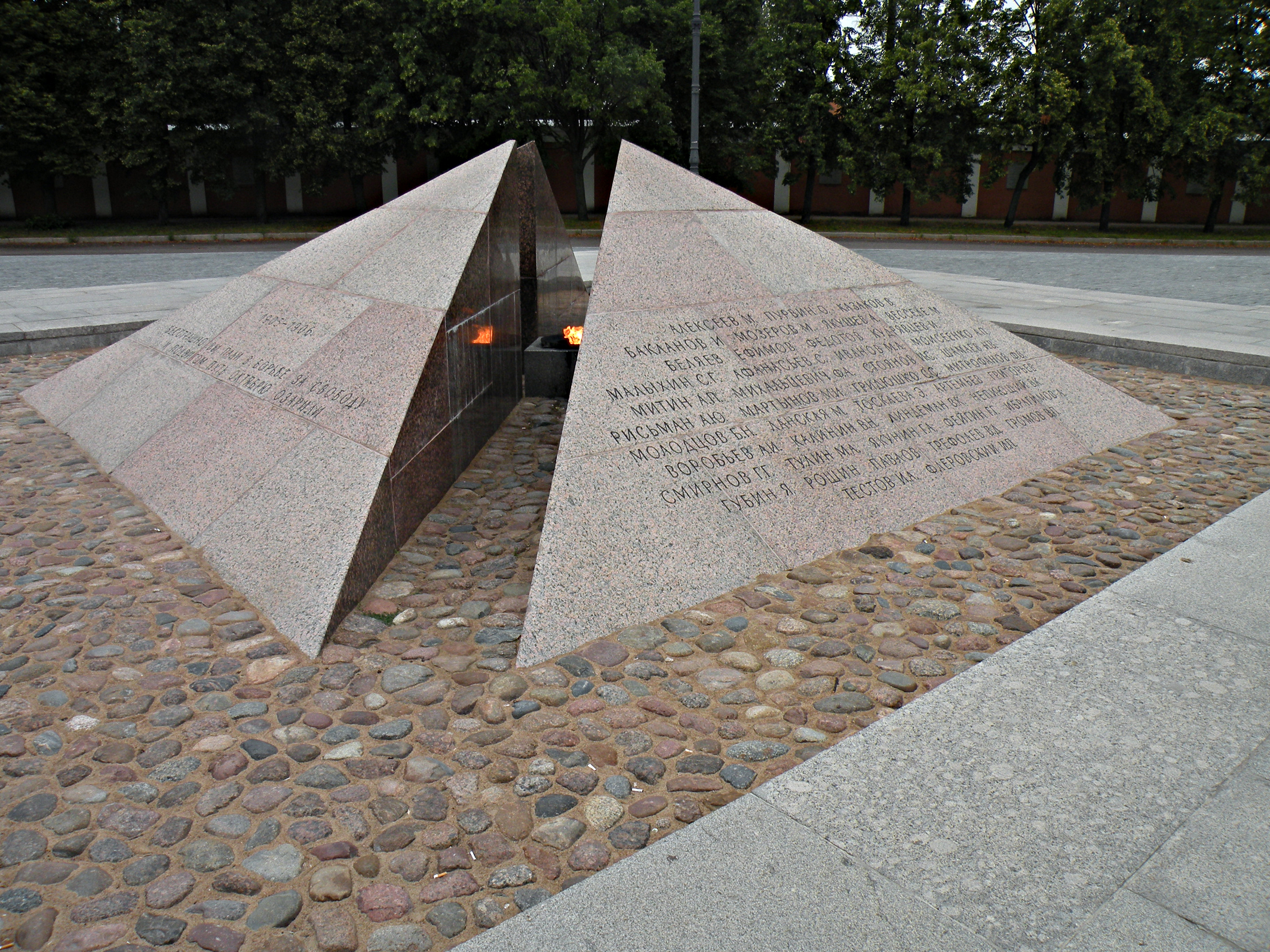
Меморіал придушувачам повстання, Кронштадт

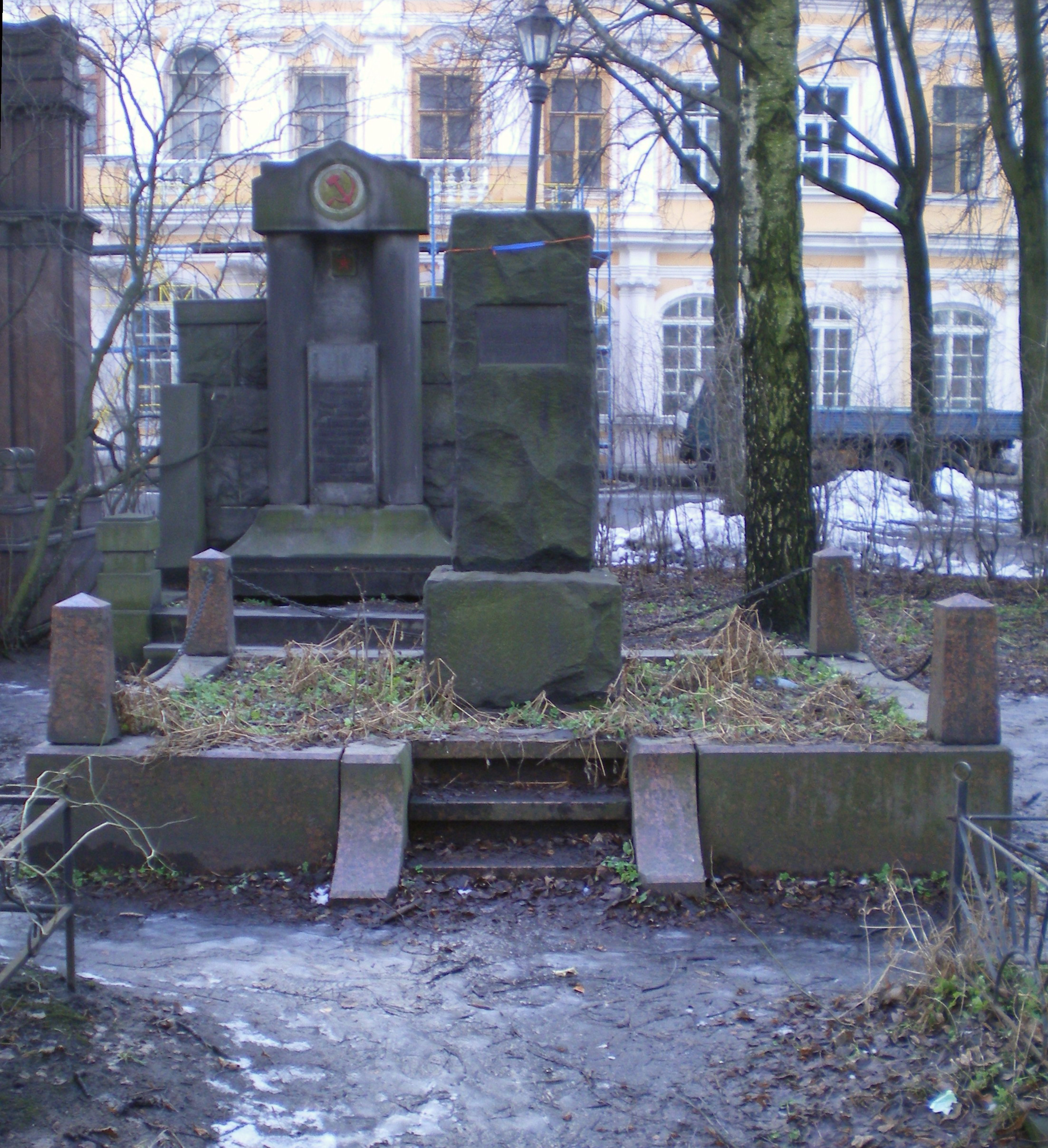

Штурм почався в ніч на 16 березня 1921 року, до початку бою атакуючі зуміли потай зайняти форт № 7 (він виявився порожнім), однак форт № 6 чинив тривалий і запеклий опір. Форт № 5 здався після початку артилерійського обстрілу, але до того, як до нього підійшла штурмова група (гарнізон не чинив опору, курсантів зустріли вигуками «Товариші, не стріляйте, ми теж за радянську владу»), проте сусідній форт № 4 тримався кілька годин і в ході штурму атакуючі зазнали важких втрат.
З важкими боями війська оволоділи також фортами № 1, № 2, «Мілютін» і «Павло», однак батарею «Риф» і батарею «Шанець» захисники залишили до початку штурму і по льоду затоки пішли до Фінляндії.
У середині дня 17 березня 25 радянських літаків здійснили наліт на лінкор «Петропавловськ».
Після захоплення фортів червоноармійці увірвалися у фортецю, почалися запеклі вуличні бої, проте до 5 години ранку 18 березня опір кронштадтців було зламано.
18 березня 1921 року штаб заколотників (який перебував у одній з гарматних веж «Петропавловська») ухвалив рішення знищити лінкори (разом з полоненими, які були в трюмах) і прориватися до Фінляндії. Вони наказали закласти кілька пудів вибухівки під гарматні вежі, однак це розпорядження викликало обурення. На «Севастополі» старі матроси роззброїли і арештували заколотників, після чого випустили з трюму комуністів і радирували, що на кораблі відновлена радянська влада. Деякий час по тому після початку артилерійського обстрілу здався і «Петропавловськ» (який уже покинула більшість заколотників).
За даними радянських джерел, червоноармійці втратили 527 чоловік убитими і 3285 пораненими. При штурмі було вбито 1 тис. бунтівників, понад 2 тис. було «поранено й захоплено в полон зі зброєю в руках», понад 2 тис. — здалися в полон і близько 8 тисяч — пішли у Фінляндію.
Після взяття Кронштадта почалася жорстока розправа не тільки над тими, хто тримав у руках зброю, але й над населенням, оскільки всі жителі бунтівного міста вважалися винними. До вищої міри покарання були засуджені 2103 людини і до різних термінів покарання 6459 осіб. З весни 1922 року почалося масове виселення мешканців Кронштадта з острова.
Протягом наступних років учасники кронштадтських подій, що залишилися живими, пізніше неодноразово знову були репресовані.
Згодом репресували більшість командирів Червоної армії, які придушували повстання.